# Mamute Jarkov
Mamute Jarkov (nomeado pela família que o descobriu) é um mamute lanoso que foi descoberto em 1997 na península siberiana de Taymyr, por um menino de nove anos de idade. Estima-se que este mamute em particular tenha vivido cerca de 20.000 anos atrás. É provável que seja do sexo masculino e provavelmente tenha morrido aos 47 anos. 

## Descoberta
Simion Jarkov era um jovem Dolgan que vivia na aldeia de Khatanga, a 800 km ao norte do Círculo Polar Ártico. Jarkov estava visitando sua família a aproximadamente 240 km mais ao norte, em Novorybnoye. Enquanto caçava perto de 73 ° 32'N, 105 ° 49'E, ele descobriu os 30 cm das presas, que seu irmão relatou à Reserva Natural Taymyr. Inicialmente, foi feita uma tentativa de mover as presas. O diretor, Yuri Karbuinov, disse: 
 "No começo, eles tentaram mover as presas, mas eu os aconselhei a proteger o sítio, porque parecia ser uma descoberta única"
A Reserva Natural não investigou inicialmente a descoberta, então os Jarkovs contataram um especialista da Sibéria que se tornaria um conhecido caçador de mamutes, Bernard Buigues. Em 18 de outubro de 1999, o bloco de 23 toneladas de lama e gelo foi levantado de helicóptero para a caverna de gelo em Khatanga.

## Pesquisa
O Jarkov Mammoth foi recuperado de um bloco congelado de 23 toneladas e transportado para Khatanga sob a supervisão do caçador de mamutes francês Bernard Buigues.
Atualmente, ele reside em uma caverna de gelo onde mais de 36 cientistas de todo o mundo, incluindo o especialista em mamutes russo Alexei Tikhonov, estudam a descoberta. A escavação e o estudo em andamento do mamute Jarkov foram registrados pelo Discovery Channel.
As amostras de medula óssea e plantas de pleistoceno foram removidas e enviadas a vários laboratórios para análise à medida que o mamute se derrete. A partir de 2001, a intactidade do mamute é desconhecida. Mais de 50 amostras do mamute Jarkov foram datadas em carbono-14. As indicações são de que os mamutes vagavam na região de Taimyr por dezenas de milhares de anos.
Os cientistas determinaram que houve dois períodos em que os mamutes partiram da região, em busca de comida ou para escapar das inundações: 34.000 a 30.000 a.C. e 17.000 a 12.000 a.C. Acredita-se que o mamute Jarkov tenha vivido entre esses dois períodos, c. 18.380 a.C.

## Clonagem
Alguns cientistas expressaram esperanças de que o DNA gigantesco possa ser extraído e clonado para trazer as espécies de volta à extinção. No entanto, outros cientistas, como Alexei Tikhonov, manifestaram preocupação com a viabilidade de qualquer material genético extraído. De acordo com Tikhonov: 
 "Você precisa ter uma célula viva para a clonagem, e nenhuma célula pode sobreviver no permafrost". 